# L’Oros
Der L’Orós-Staudamm (auch Orós Damm; portugiesisch Açude Orós bzw. Açude Presidente Juscelino Kubitschek de Oliveira) ist der Staudamm des Açude-Oros-Stausees im nordostbrasilianischen Bundesstaat Ceará.

## Orosdamm
Der Orosdamm steht ungefähr 270 km südlich der Bundesstaatshauptstadt Fortaleza bei Orós in der Region Centro-Sul Cearense. Seine Höhe wird – verschiedenen Angaben zufolge – mit 35 oder 54 m angegeben und dementsprechend die Kronenlänge mit 620 bis 670 m. Der Staudamm, dessen Volumen 50.800 m³ umfasst, wurde 1962 fertiggestellt. Er dient seitdem der Wasserregulierung am Rio Jaguaribe und der Stromerzeugung aus Wasserkraft. Seit 2003 liegt etwas flussabwärts der Staudamm Castanhão.

### Stauanlagenunfall
Vor der Fertigstellung des Orós Damms und sogar während der Bauarbeiten – am 25. oder 28. März 1960 (wahrscheinlich aber am 25. März) – brach der Damm und verursachte eine Flutwelle, die rund 1.000 Todesopfer forderte. Die Katastrophe geschah bei Hochwasser infolge von unerwartet starken Regenfällen. Der Damm wurde überflutet und weggespült. Das Versagen des Bauwerks konnte allerdings einige Tage im Voraus vorhergesagt werden, und deshalb konnte die Bevölkerung gewarnt werden, so dass 100.000 Menschen gerettet wurden.

## Açude-Orós-Stausee
Der Stauinhalt des Açude-Orós-Stausees umfasst – verschiedenen Angaben zufolge – 1,9 Mrd. bis 2,1 Mrd. m³ Wasser. Die Oberfläche ist 350 km² groß.